# International Image Interoperability Framework

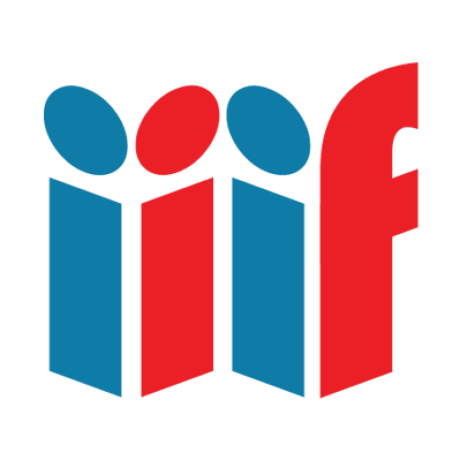
Logo di IIIF

L'International Image Interoperability Framework (IIIF, detto "triple-I-eff") definisce diverse interfacce di programmazione delle applicazioni che forniscono un metodo standardizzato per descrivere e distribuire immagini sul web, nonché "metadati basati sulla presentazione" (che cioè metadati strutturali) in merito a sequenze strutturate di immagini. Se le istituzioni che detengono opere d'arte, libri, giornali, manoscritti, mappe, pergamene, raccolte di fogli singoli e materiali d'archivio forniscono endpoint IIIF per i loro contenuti, qualsiasi visualizzatore o applicazione conforme allo standard IIIF può fruire e visualizzare sia le immagini che i relativi metadati strutturali e di presentazione.
Esistono molti programmi di digitalizzazione che hanno realizzato il contenuto di una particolare collezione esposto sul web in una particolare applicazione di visualizzazione, ma queste varie collezioni non sono state generalmente interoperabili tra loro, e gli utenti finali o le istituzioni non possono sostituire un visualizzatore di loro scelta per fruire del materiale digitalizzato. L'IIIF mira a coltivare tecnologie condivise sia per client che per server per consentire l'interoperabilità tra archivi e per promuovere un mercato di server compatibili e applicazioni di visualizzazione.

## API "Immagine"
Uno degli usi principali di un endpoint API Immagine per una determinata immagine sorgente ad alta risoluzione è consentire ai client di richiedere riquadri a bassa risoluzione da utilizzare in uno strumento di visualizzazione in stile Deep Zoom come OpenSeadragon.

## API "Presentazione"
Un'istituzione pubblicherebbe un Manifest (un documento JSON-LD ) che descrive la struttura di ogni libro, opera d'arte, manoscritto o altro artefatto. Il manifest contiene riferimenti agli endpoint dell'API immagine. Un'applicazione di visualizzazione che utilizza il manifest può produrre un'esperienza utente coerente per l'artefatto implementando funzionalità come la navigazione pagina per pagina, lo zoom approfondito sulle immagini e le annotazioni sulle immagini.

## API "Ricerca"
L'API di ricerca IIIF consente di "cercare il contenuto delle annotazioni all'interno di una singola risorsa IIIF, come un manifest, un intervallo o una raccolta".

## Esempio di caso di utilizzo
Un caso d'uso per IIIF sarebbe quello di consentire a un utente di visualizzare un manoscritto che è stato smembrato in passato, con i suoi fogli ora sparsi in varie raccolte.  Se ogni raccolta espone le sue immagini digitalizzate tramite l'API Image, uno studioso può costruire e pubblicare un manifest che ricombina digitalmente le foglie per presentare un'unica esperienza utente coerente per il manoscritto in qualsiasi visualizzatore compatibile.

## Storia
L'API Image fu proposta alla fine del 2011 in collaborazione tra la British Library, l'Università di Stanford, le Bodleian Libraries (Università di Oxford), la Bibliothèque nationale de France, la Nasjonalbiblioteket (Biblioteca nazionale della Norvegia), la Biblioteca nazionale di ricerca del laboratorio nazionale di Los Alamos e la Cornell Università . La versione 1.0 è stata pubblicata nel 2012.
La versione 1.0 dell'API di presentazione è stata pubblicata nel 2013 e dell'API di ricerca nel 2016.

## Elenco parziale di software che supporta le API IIIF

### Server di immagini
- Cantaloupe[10]
- Hymir IIIF Server[11]
- Loris IIIF Image Server[12]
- IIPImage[13]
- digilib[14]
- Djatoka (with helper)[15]

### Visualizzatori / biblioteche client
- OpenSeadragon[16]
- Mirador[17]
- Wellcome Player[18] /  British Library Universal Viewer[19]
- IIIFViewer[20]
- Leaflet-IIIF[21]
- IIPMooViewer[22]
- iNQUIRE[23]
- CONTENTdm[24]
- Turning the Pages (TTP)[25]
- Prismia ViSiON